# Juanfernándezpetrell
Juanfernándezpetrell (Pterodroma externa) är en fågel i familjen liror inom ordningen stormfåglar.

## Utseende
Juanfernándezpetrellen är en stor (43 cm) och gråvit petrell. Ovansidan grå med ett svart "M" över vingarna och ibland med en vitaktig hästsko vid stjärtroten. Undersidan är vit, även undersidan av vingen, med smal svart bakkant, svart spets, smal svart framkant från vingspets till knogen och ett kort och tydligare svart band mot mitten av vingen från knogen.
På huvudet syns en svart hjässa som sträcker sig nedanför ögat. Den är större och har annorlunda vingteckning än överlappande långnäbbad petrell, medan hawaiipetrellen har mörkare hjässa och mer svart på undersidan av vingen.

## Utbredning och systematik
Fågeln häckar endemiskt på Isla Alejandro Selkirk, en av Juan Fernández-öarna utanför Chiles kust. Utanför häckningssäsongen lever den pelagiskt i tropiska och subtropiska östra Stilla havet, norrut till Hawaiiöarna, och ses regelbundet utanför Mexikos västra kust. Tillfälligt har den påträffats i Australien, Japan och Nya Zeeland. Den behandlas som monotypisk, det vill säga att den inte delas in i några underarter.

Artens pelagiska utbredning i östra Stilla havet.

## Levnadssätt

### Häckning
Denna fågel är en havslevande art som mycket sällan kommer nära land annat än för att häcka. På Isla Alejandro Selkirk häckar den i utgrävda bohålor på sluttningar i ormbunksskogar (Dicksonia externa), i stånd av lågvuxna ormbunkar, i närliggande gräsmarker samt utmed öppna bergsryggar på mellan 600 och 1150 meters höjd. Den lägger ett enda ägg mellan mitten av december och början av januari som kläcks i februari-mars

### Föda
Juanférnandezpetrellen lever förmodligen huvudsakligen av bläckfisk (Ommastrephidae) och flygfisk. Den är beroende av predatorer som gulfenad tonfisk för att driva upp föda till ytan.

## Status
Juanfernándezpetrellen har en stor världspopulation på åtminstone tre miljoner invidiver och det finns inga konkreta bevis på att arten minskar i antal. Trots det kategoriserar internationella naturvårdsunionen IUCN arten som sårbar med tanke på dess mycket begränsade utbredningsområde och noterar att om exempelvis införda predatorer skulle orsaka en minskning i beståndet, skulle arten uppgraderas till akut hotad.

## Namn
På svenska har fågeln även kallats chilepetrell.

## I kulturen
Juanfernándezpetrellen finns på ett julfrimärke från Palau 1987 med valören 22 cent.